# Freel
Freel (оригінал імені — Фріл) — Андрій Шалімов — український репер, колишній учасник гурту «На Відміну Від».

## Життєпис
Народився 6 квітня 1986.

## «На Відміну Від»
У 2003 році починає перші спроби написання репу. 12 лютого 2005 у Черкасах він разом з Андрієм Бєляєвим створює гурт під назвою «На Відміну Від», у 2006 гурт переїздить до Києва. У 2007 році було випущено промо-альбом «Я боюся Чебурашку». Альбом було викладено для безкоштовного завантаження в Інтернеті і вже за перший місяць він був завантажений 40 000 разів. У складі гурту виступав як в клубах, так і на фестивалях та великих концертних майданчиках. У 2007 році гурт взяв участь у фестивалях «Таврійські ігри», «Пробіг під каштанами» (Майдан Незалежності) тощо. У 2009 році гурт видає свій другий промо-альбом «Врубайся!» (скачаний трохи більше 60 000 разів), а також два інтернет-синґли: «Збираю речі» і «Шукай мене».
У лютому 2011 року відбулися зйомки дебютного відеокліпу на спільну з Ділею пісню «Обійми мене». 12 березня презентовано акустичну програму «Хіп-хоп. Акустика. І шо?». 14 липня на телеканалі М1 відбулася прем'єра кліпу на спільну з Ділею пісню «Обійми мене».

## Freel
У 2014-му у Фріла починається сольна кар'єра. Випущені кілька синглів: «Чорний дим» що був присвячений подіям на Грушевського у лютому 2014-го, «Всі як один», випущений на підтримку київського «Динамо», «Кім Кі Дук», «Кулон».
Літом 2015-го року виходить спільний трек Фріла з львівським реп-гуртом Глава 94. під назвою «Я знаю все».
21 листопада 2016-го року, до третьої річниці Революції Гідності, Фріл випускає кліп «Чорний дим».
21 листопада 2016-го року виходить альбом волинського репера Денні Дельти «При5» — Фріл бере участь у пісні «Катеначо», що вийшла на цьому релізі.
16 травня 2017-го року виходить кліп на пісню «Кім Кі Дук», знятий у 3 містах: Берліні, Гановері та Гданську.
З 2015 по 2018 рік Фріл працює головним редактором сайту rap.ua. Як журналіст також пише для сайту karabas.live, журналу L'Officiel, тощо.
У 2017 році судить реп-баттл між Ярмаком та Артемом Лоіком та ще кілька відомих баттлів, наприклад, Артем Лоік — Гіга. Також Андрій був суддею головного онлайн-баттлу України Pit Bull Battle.
У червні 2018-го після самогубства режисера Леоніда Кантера Фріл випускає пісню «Табурет», присвячену Кантеру.
У вересні 2018-го Фріл випускає пісню «Шпиль», присвячену росіяним, яких Велика Британія вважає винними у отруєнні Сергія Скрипаля та його доньки в Солсбері.
30 жовтня 2018-го Freel випускає кліп на пісню «Intro», перший сингл з альбому «Спалах». Відео знімалося у Києві, його режисером виступив Богдан Якименко.
6 листопада 2018-го Фріл представив центральний трек альбому «Спалах». Пісня була презентована одразу з lyric-video.
12 листопада 2018-го було презентовано провокативне іронічне відео на пісню «Шо там у хохлов». Відео було знято одним дублем, єдине, що відбувається в кадрі — це палаючий картонний Кремль.
19 листопада Фріл випустив свій дебютний сольний альбом «Спалах». Альбом одразу очолив українські чарти iTunes та Google Play.
У лютому 2019 відбулася прем'єра фільму «Людина з Табуретом». Пісня Фріла «Табурет» стала головним саундтреком цього фільму.

## Дискографія

### Альбоми

#### Сольні
- 2018 — «Спалах»[3][4][5]

#### У складі «На Відміну Від»[1]
- 2007 — Я боюся Чебурашку
- 2009 — Врубайся!
- 2015 — Новий альбом

### Сингли

#### Сольні
- 2018 — «Шпиль»[6]
- 2018 — «Intro»
- 2018 — «Спалах»
- 2018 — «Шо там у хохлов»
- 2019 — «Табурет (з к/ф „Людина з табуретом“)»
- 2019 — «Всі як один»
- 2020 — «Санітайзер»
- 2020 — «Ей, люди»
- 2020 — «Казка про фейки»[7]

#### У складі «На Відміну Від»[1]
- 2009 — Збираю речі
- 2009 — Шукай мене
- 2009 — Як буде
- 2010 — Обійми мене (разом з Ділею)
- 2013 — Тянет

### Кліпи

#### Сольні
- 2018 — Спалах[8]

#### У складі «На Відміну Від»[1]
- 2011 — Обійми мене (разом з Ділею)
- 2012 — (2012)
- 2012 — Канцик
- 2012 — Продались москалям
- 2013 — Тянет

## Нагороди
- LiRoom визнав пісню «Спалах» кращим треком 2018 року. Пісня отримала нагороду «Золотий Фазан».[9]
- Альбом «Спалах» увійшов в топ-10 кращих альбомів 2018 року за версією музичної премії APrize.[10]